# Andrzej Ryczek

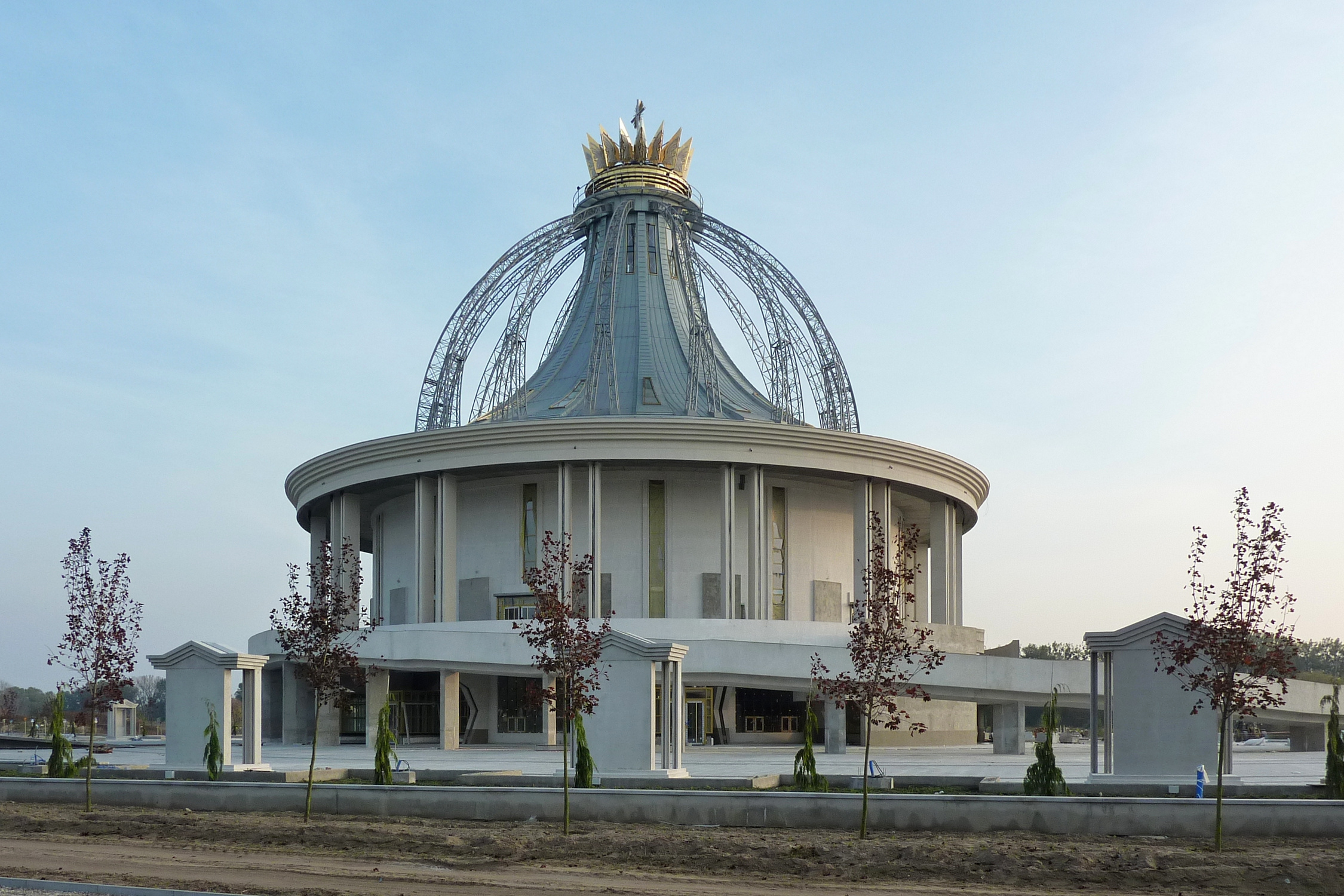
Zaprojektowane przez A. Ryczka Sanktuarium Maryi Gwiazdy Nowej Ewangelizacji i św. Jana Pawła II w Toruniu (2014)

Andrzej Ryczek (ur. 3 września 1936 w Toruniu) – polski architekt i projektant wnętrz.

## Życiorys
Ukończył technikum budowlane w Toruniu, a architekturę studiował na Politechnice Gdańskiej. Po studiach pracował w zawodzie w Grudziądzu i w Toruniu. Od 1972 do lat 90. XX w. zajmował się projektowaniem wnętrz w USA, po czym w latach 1995–2000 kierował toruńską Miejską Pracownią Urbanistyczną, która stworzyła wówczas strategię rozwoju architektonicznego miasta i plany miejscowe dzielnic: Bielawy, Kaszczorek, Wrzosy, Podgórz. W 2005 powrócił do USA.

## Dorobek architektoniczny
- Zaprojektował i nadzorował realizację kościoła Najświętszej Maryi Panny Gwiazdy Nowej Ewangelizacji i św. Jana Pawła II w Toruniu (zbudowanego w latach 2012–2016)[3]
- Kościół pw. bł. Stefana Frelichowskiego w Toruniu[4] oraz wnętrze i wystrój toruńskiego kościoła pw. św. Antoniego wraz z zaprojektowaniem wystroju terenu przykościelnego[5]
- Projekt wnętrza kaplicy w Wyższym Seminarium Duchownym w Toruniu[6]
- Był projektantem ołtarza i bram postawionych na lotnisku w Toruniu na okoliczność odprawienia tam mszy świętej przez papieża Jana Pawła II w 1999[1]
- Zaprojektował drewnianą trumnę-sarkofag na szczątki Mikołaja Kopernika, na potrzeby powtórnego pochówku astronoma w katedrze fromborskiej w 2010[7]

## Nagrody
- 2010 – Ogólnopolska Nagroda im. ks. prof. Janusza Pasierba[8]